# El Paraíso (Juárez)
El Paraíso es una localidad del municipio de Juárez ubicado en el noroeste del estado mexicano de Chiapas.

## Geografía
La localidad de El Paraíso se sitúa en las coordenadas geográficas 17°45′51″N 93°13′54″O / 17.764167, -93.231667, a una elevación de 51 metros sobre el nivel del mar.

## Demografía
Según el Conteo de Población y Vivienda 2005, efectuado por el Instituto Nacional de Estadística y Geografía, El Paraíso tenía 674 habitantes, en 2010 la población era de 639 habitantes, y para 2020 había 638 habitantes, de los cuales 312 son del sexo masculino y 326 del sexo femenino.
| Gráfica de evolución demográfica de El Paraíso entre 2005 y 2020 |
|                                                                  |
| INEGI.                                                           |